# Sinum bifasciatum
Sinum bifasciatum is een slakkensoort uit de familie van de Naticidae. De wetenschappelijke naam van de soort is voor het eerst geldig gepubliceerd in 1851 door Récluz.